# Cristina Federica di Württemberg
Cristina Federica di Württemberg (Stoccarda, 9 marzo 1644 – Stoccarda, 9 novembre 1674) era figlia di Eberardo III, duca di Württemberg dal 1628 al 1674, e di Anna Caterina Dorotea di Salm-Kyrburg.

## Biografia
Venne data in sposa ad Alberto Ernesto I di Oettingen-Oettingen, che nel 1659 aveva ereditato dal padre l'Oettingen-Oettingen. Le nozze vennero celebrate a Stoccarda il 7 giugno 1665.
Cristina Federica morì qualche mese dopo aver dato alla luce l'ultimo figlio. Suo marito si risposò nel 1682 con Eberardina Caterina di Württemberg, sorella minore di Cristina Federica, dalla quale ebbe un altro figlio, Alberto Ernesto, morto nella prima infanzia.
Suo figlio Alberto Ernesto sarebbe succeduto al padre mentre Eberardina Sofia, Cristina Luisa ed Enrichetta Dorotea furono date in sposa rispettivamente a Cristiano Eberardo della Frisia Orientale, Luigi Rodolfo di Brunswick-Lüneburg e a Giorgio Augusto di Nassau-Idstein.

## Discendenza
Diede alla luce sette figli:
- Eberardina Sofia (Oettingen, 16 agosto 1666-Aurich, 30 ottobre 1700), sposò Cristiano Eberardo della Frisia Orientale;
- Albertina Carlotta (14 gennaio 1668-21 giugno 1669);
- Alberto Ernesto II (Oettingen, 8 agosto 1669-Schrattenhofen, 30 marzo 1731), successe al padre;
- Cristina Luisa (Oettingen, 30 marzo 1671-Blankenburg, 12 novembre 1747), sposò Luigi Rodolfo di Brunswick-Lüneburg, divenendo nonna materna di Maria Teresa d'Austria e dello Zar Pietro II di Russia;
- Enrichetta Dorotea (24 febbraio 1672-Wiesbaden, 18 maggio 1728), sposò Giorgio Augusto di Nassau-Idstein;
- Eberardo Federico (3 marzo 1673-13 febbraio 1674);
- Emanuele (9 aprile 1674-7 dicembre 1674).

## Ascendenza
|                                       |   |                                        | Genitori                        |  |  | Nonni |  |  | Bisnonni                  |  |  | Trisnonni                           |  |
|                                       |   |                                        |                                 |  |  |       |  |  | Federico I di Württemberg |  |  | Giorgio I di Württemberg-Mömpelgard |  |
|                                       |   |                                        |                                 |  |  |       |  |  | Federico I di Württemberg |  |  | Giorgio I di Württemberg-Mömpelgard |  |
|                                       |   | Barbara d'Assia                        |                                 |  |  |       |  |  | Federico I di Württemberg |  |  |                                     |  |
| Giovanni Federico di Württemberg      |   |                                        |                                 |  |  |       |  |  | Federico I di Württemberg |  |  |                                     |  |
|                                       |   | Sibilla di Anhalt                      | Gioacchino Ernesto di Anhalt    |  |  |       |  |  |                           |  |  |                                     |  |
|                                       |   | Sibilla di Anhalt                      | Gioacchino Ernesto di Anhalt    |  |  |       |  |  |                           |  |  |                                     |  |
|                                       |   | Sibilla di Anhalt                      | Agnese di Barby-Mühlingen       |  |  |       |  |  |                           |  |  |                                     |  |
| Eberardo III di Württemberg           |   | Sibilla di Anhalt                      |                                 |  |  |       |  |  |                           |  |  |                                     |  |
|                                       |   | Gioacchino III Federico di Brandeburgo | Giovanni Giorgio di Brandeburgo |  |  |       |  |  |                           |  |  |                                     |  |
|                                       |   | Gioacchino III Federico di Brandeburgo | Giovanni Giorgio di Brandeburgo |  |  |       |  |  |                           |  |  |                                     |  |
|                                       |   | Gioacchino III Federico di Brandeburgo | Sofia di Legnica                |  |  |       |  |  |                           |  |  |                                     |  |
| Barbara Sofia di Brandeburgo          |   | Gioacchino III Federico di Brandeburgo |                                 |  |  |       |  |  |                           |  |  |                                     |  |
|                                       |   | Caterina di Brandeburgo-Küstrin        | Giovanni di Brandeburgo-Küstrin |  |  |       |  |  |                           |  |  |                                     |  |
|                                       |   | Caterina di Brandeburgo-Küstrin        | Giovanni di Brandeburgo-Küstrin |  |  |       |  |  |                           |  |  |                                     |  |
|                                       |   | Caterina di Brandeburgo-Küstrin        | Caterina di Brunswick-Lüneburg  |  |  |       |  |  |                           |  |  |                                     |  |
| Cristina Federica di Württemberg      |   | Caterina di Brandeburgo-Küstrin        |                                 |  |  |       |  |  |                           |  |  |                                     |  |
|                                       | … | …                                      |                                 |  |  |       |  |  |                           |  |  |                                     |  |
|                                       | … | …                                      |                                 |  |  |       |  |  |                           |  |  |                                     |  |
|                                       | … | …                                      |                                 |  |  |       |  |  |                           |  |  |                                     |  |
| Giovanni Casimiro di Salm-Kyrburg     | … |                                        |                                 |  |  |       |  |  |                           |  |  |                                     |  |
|                                       |   | …                                      | …                               |  |  |       |  |  |                           |  |  |                                     |  |
|                                       |   | …                                      | …                               |  |  |       |  |  |                           |  |  |                                     |  |
|                                       |   | …                                      | …                               |  |  |       |  |  |                           |  |  |                                     |  |
| Anna Caterina Dorotea di Salm-Kyrburg |   | …                                      |                                 |  |  |       |  |  |                           |  |  |                                     |  |
|                                       |   | …                                      | …                               |  |  |       |  |  |                           |  |  |                                     |  |
|                                       |   | …                                      | …                               |  |  |       |  |  |                           |  |  |                                     |  |
|                                       |   | …                                      | …                               |  |  |       |  |  |                           |  |  |                                     |  |
| Dorotea di Solms-Laubach              |   | …                                      |                                 |  |  |       |  |  |                           |  |  |                                     |  |
|                                       |   | …                                      | …                               |  |  |       |  |  |                           |  |  |                                     |  |
|                                       |   | …                                      | …                               |  |  |       |  |  |                           |  |  |                                     |  |
|                                       |   | …                                      | …                               |  |  |       |  |  |                           |  |  |                                     |  |
|                                       |   | …                                      |                                 |  |  |       |  |  |                           |  |  |                                     |  |